# Futbol'ny Klub Partyzan Minsk
Il Futbol'ny Klub Partyzan Minsk (in bielorusso Футбольны Клуб Партызан Мінск?) è stata una società calcistica bielorussa con sede nella città di Minsk. Ha vinto per due volte la coppa di Bielorussia.

## Storia
Nata nel 2002 con il nome di MTZ-RIPA dalla fusione delle squadre Traktar Minsk e RIPA Minsk, ha militato nella Vyšėjšaja Liha, la massima serie del campionato bielorusso di calcio dal 2004 al 2010. Il club comprendeva anche una squadra allievi. Prima dell'inizio della stagione 2010 il club annunciò il cambio di nome da MTZ-RIPA a Partyzan. Il Partyzan Minsk è stata una delle tre squadre del magnate russo-lituano Vladimir Romanov assieme al club scozzese Heart of Midlothian e al club lituano FBK Kaunas. Prima dell'inizio della Vyšėjšaja Liha 2012 il club non ebbe più il supporto di Vladimir Romanov e non fu più in grado di sostenere una stagione nella Vyšėjšaja Liha, vedendosi ritirata la licenza di partecipazione e lasciando il campionato con una squadra in meno. Partecipò al campionato amatoriale di Minsk nella stagione 2013 con la denominazione Partyzan-MTZ, per poi tornare alla denominazione Partyzan Minsk l'anno dopo quando partecipò alla Druhaja liha, terza serie nazionale. A metà stagione 2014 il club perse il principale sponsor e si ritirò dal campionato.

## Palmarès

### Competizioni nazionali
- Coppa di Bielorussia: 2

2004-2005, 2007-2008
- Druhaja liha: 1

2002

### Altri piazzamenti
- Campionato bielorusso:

Terzo posto: 2005, 2008
- Peršaja Liha:

Secondo posto: 2003, 2011